# Bundesinventar der Trockenwiesen und -weiden von nationaler Bedeutung

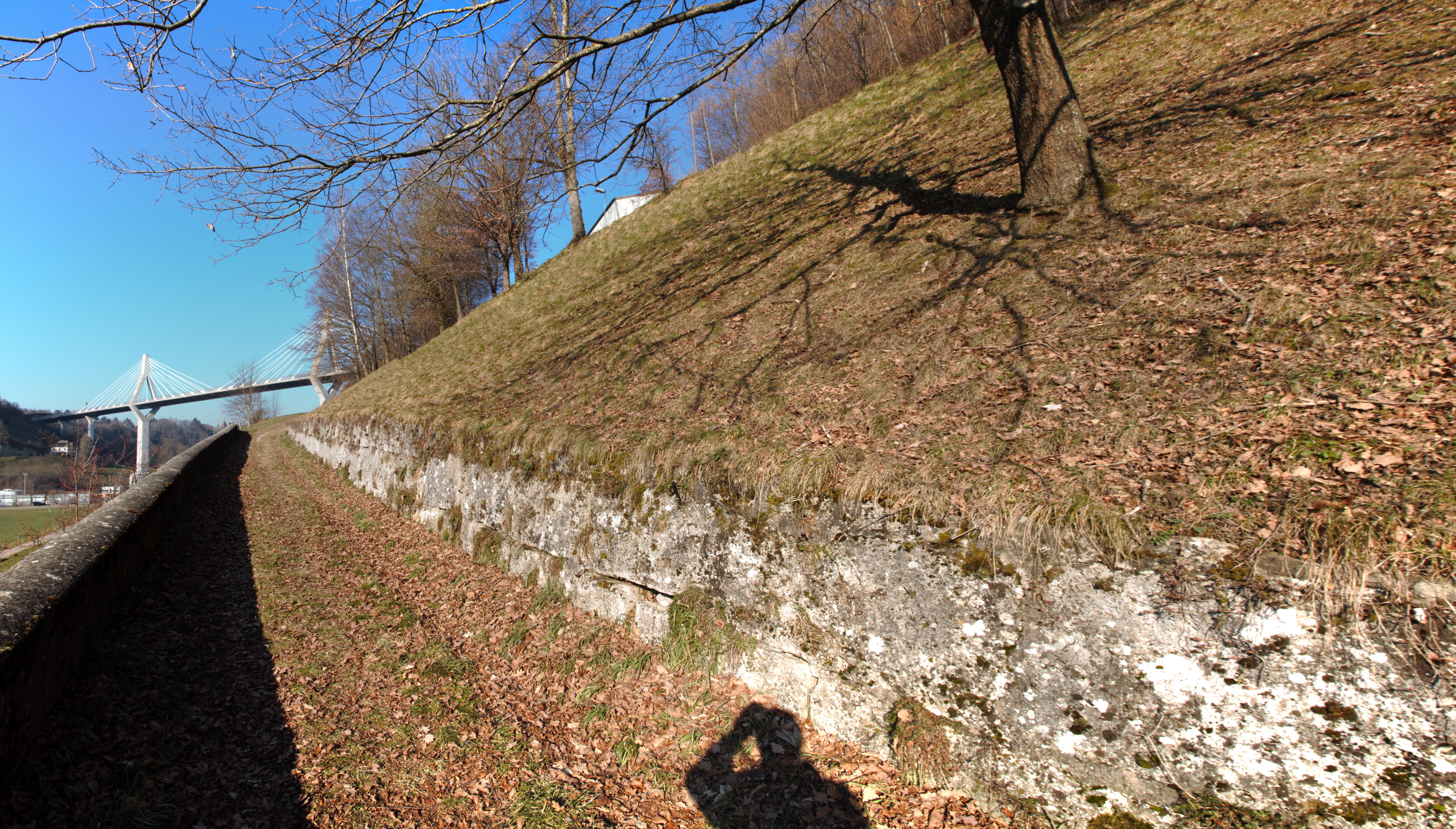
Blick auf die Freiburger Trockenwiese. Karte von Swisstopo: Les Neigles und von WDPA: 398235.

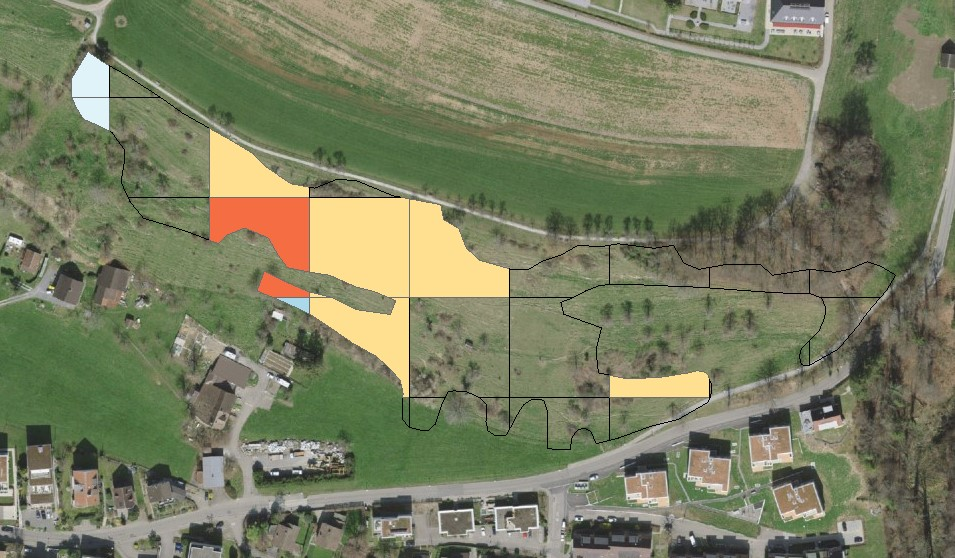
Beispiel des GIS-gestützten Früherkennungssystems. Es ermöglicht den Naturschutzbehörden des Bundes und der Kantone, negative Veränderungen zu erkennen und rechtzeitig Gegenmassnahmen zur Wiederherstellung der Lebensraumqualität einzuleiten. Hier eine Trockenwiese von nationaler Bedeutung, bei der Bereiche im Laufe der vergangenen Erhebungsperiode von sechs Jahren verbuscht sind. Im rot markierten Bereich hat die Gehölzdeckung zwischen 36 und 50 % zugenommen, in den gelben zwischen 5 und 20 % und in den hellblauen gab es eine Abnahme von >5 %.

Im Bundesinventar der Trockenwiesen und -weiden von nationaler Bedeutung sind Trockenwiesen und Trockenweiden aufgelistet, die in der Schweiz geschützt sind durch die Trockenwiesenverordnung des Bundes von 2010 (französisch Ordonnance sur les prairies sèches, italienisch Ordinanza sui prati secchi, rätoromanisch Ordinaziun davart ils prads sitgs). Diese Verordnung stützt sich auf das Bundesgesetz vom 1. Juli 1966 über den Natur- und Heimatschutz.
Die Europäische Umweltagentur (European Environment Agency) koordiniert die Daten der europäischen Mitglieder. Die inventarisierten Trockenwiesen und -weiden der Schweiz führen in der Gemeinsamen Datenbank der ausgewiesenen Schutzgebiete (Common Database on Designated Areas) den Code «CH06».

## Ziel
Wesentliches Ziel ist die ungeschmälerte Erhaltung der inventarisierten Gebiete. Insbesondere zielt die Verordnung darauf ab, die spezifische Pflanzen- und Tierwelt, ihre ökologischen Grundlagen und die für die Trockenwiesen typischen Eigenart, Struktur und Dynamik in den inventarisierten Gebiete zu erhalten und nach Möglichkeit zu fördern. Dazu ist eine nachhaltig betriebene Land- und Forstwirtschaft erforderlich. Insbesondere dürfen nur Bauten und Anlagen errichtet und Bodenveränderungen durchgeführt werden, die dem Schutzziel nicht widersprechen. Neue und bestehende Nutzungen wie etwa durch die Land- und Waldwirtschaft, den Tourismus und die Nutzung zur Erholung müssen mit dem Schutzziel in Einklang stehen. Zudem sollen seltene und gefährdete Pflanzen- und Tierarten und ihre Lebensgemeinschaften gefördert werden.
Die Trockenwiesen und -weiden (TWW) entstanden während Jahrhunderten in hohem Mass dank extensiver landwirtschaftlicher Nutzung. Sie sind für unsere Kulturlandschaft charakteristisch. Als Folge der Intensivierung der Landwirtschaft sind seit Beginn des 20. Jahrhunderts rund 95 % dieser besonders artenreichen Lebensräume verschwunden. Entscheidend für die erfolgreiche Erhaltung dieser wertvollen Lebensräume ist es, die nachhaltig wirtschaftenden Landwirtschaftsbetriebe aufrechtzuerhalten und zu unterstützen.
Das Bundesinventar der Trockenwiesen und -weiden von nationaler Bedeutung ist das Ergebnis zehnjähriger Inventarisation der besonders wertvollen Trockenwiesen und -weiden. Es umfasst knapp 3000 Objekte von nationaler Bedeutung mit einer Gesamtfläche von rund 5 % der Landesfläche der Schweiz. Neben den bestehenden Biotopinventaren über die Hoch-/Übergangsmoore, Flachmoore, Amphibienlaichgebiete und Auengebiete ist das TWW-Inventar das fünfte Inventar dieser Art in der Schweiz.

## Bedeutung der Trockenwiesen und -weiden
In Trockenwiesen und -weiden kommen rund 1700 Pflanzenarten vor. Das sind ungefähr zwei Drittel der in der Schweiz vorkommenden Pflanzen. Davon sind 37 % selten und bedroht. Zudem wachsen hier auch viele unscheinbare, aber ebenfalls gefährdete und seltene Moose und Flechten. Trockenwiesen und -weiden sind für fast die Hälfte aller Schmetterlinge der natürliche Lebensraum. Seit 1945 sind nach Aussage des Bundesamtes rund 90 % der Trockenwiesen und -weiden infolge von Überbauung, Aufforstung, Intensivierung der Landwirtschaft oder dadurch, dass sie aus wirtschaftlichen Gründen nicht mehr bewirtschaftet wurden, verschwunden. Trockenwiesen und -weiden sind ein Kulturgut, das während Jahrhunderten durch die Landwirtschaft geschaffen und gepflegt wurde. Ohne nachhaltige extensive landwirtschaftliche Nutzung verganden solche Wiesen und damit verlieren ihre Bewohner, Pflanzen und Tiere, ihren Lebensraum.
Insgesamt machte im Jahr 2017 die kumulierte Fläche aller national bedeutenden Biotope, zu denen nebst den Trockenwiesen/-weiden auch die Hoch-/Übergangsmoore, die Flachmoore, die Auengebiete und die Amphibienlaichgebiete gehören, rund 2,2 % der gesamten Landesfläche der Schweiz aus. Sie bilden den Kern der so genannten ökologischen Infrastruktur. Diese setzt sich zusammen aus landesweit vernetzten ökologisch wertvollen Lebensräume. Dieses Netz ist wegen seiner Dienstleistungsfunktion für den Tourismus, die Erholung, Kohlenstoffspeicherung oder Hochwasserschutz für die Wohlfahrt des Landes ebenso unverzichtbar wie das Netz der Strassen und Schienen, das Netz der Strom- und Gasleitungen oder die Kommunikationsnetze.

## Wirkungskontrolle

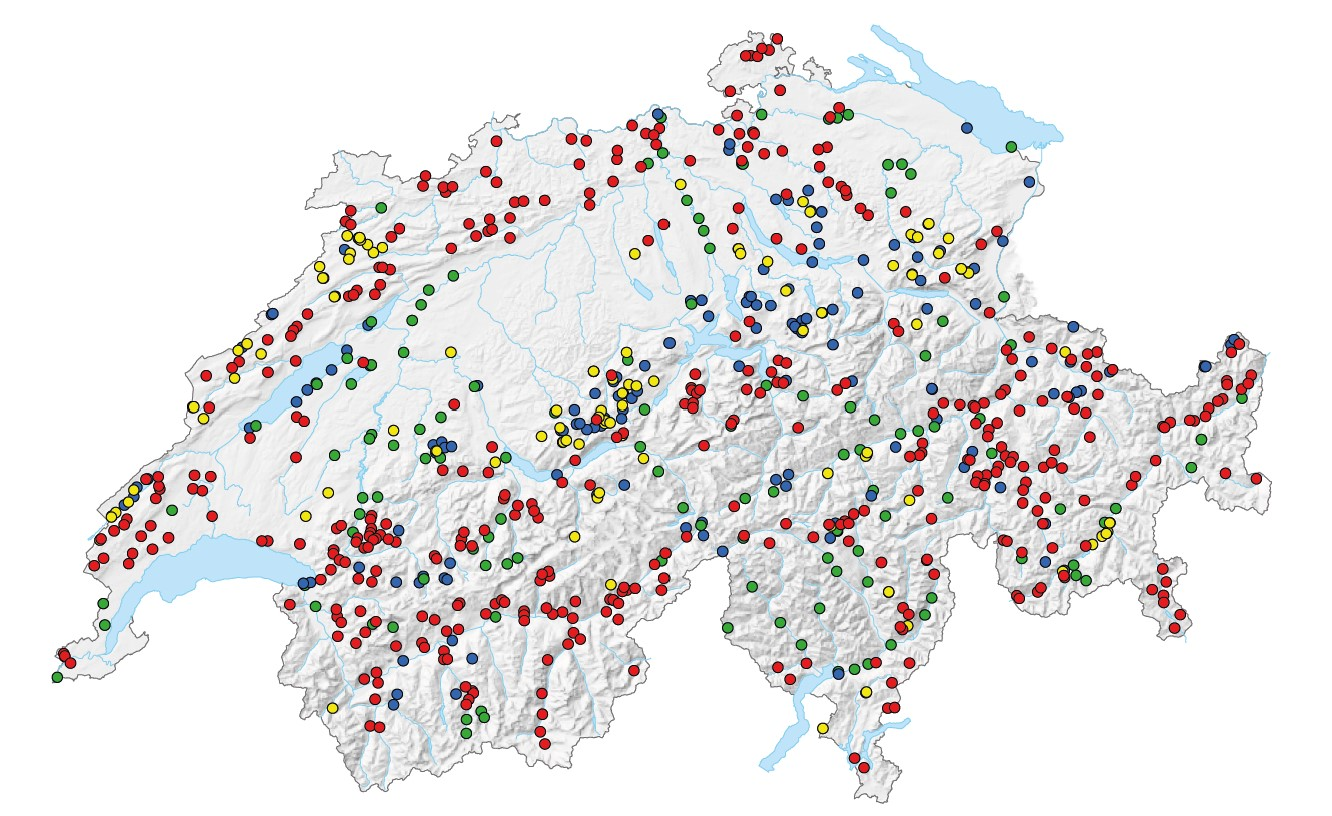
Verteilung der Stichprobenobjekte des Moduls Vegetation in den verschiedenen Biotopen von nationaler Bedeutung in der Schweiz. Blau: Flachmoore; gelb: Hochmoore; rot: Trockenwiesen und -weiden; grün: Auen.

Im Jahr 2010 startete das Bundesamt für Umwelt in Zusammenarbeit mit der Eidgenössischen Forschungsanstalt für Wald, Schnee und Landschaft (WSL) die Wirkungskontrolle Biotopschutz Schweiz (WBS). Zu den untersuchten Biotopen zählen die national bedeutenden Hoch- und Übergangsmoore, die Flachmoore, die Auengebiete, die Amphibienlaichgebiete und die Trockenwiesen und -weiden. Ziel der Kontrolluntersuchungen ist es, festzustellen, in welchem Ausmass die getroffenen Schutzmassnahmen sich auf die Entwicklung der Schutzgebiete auswirken. Aufgrund der Ergebnissen können damit die Schutzmassnahmen verbessert oder im Falle mangelnder Wirkung abgebrochen und durch wirkungsvollere ersetzt werden.
Die auf mehrere Jahre angelegten Langzeituntersuchungen werden mittels Luftbilder und floristischer und faunistischer Erhebungen im Feld durchgeführt. Die erste Untersuchung wurde 2017 abgeschlossen. Der Abschluss der zweiten ist für das Jahr 2023 geplant.
Erste Ergebnisse zeigen, dass Trockenwiesen und -weiden erhöht verbuschen und der Nährstoffgehalt zugenommen hat. Die Befunde zeigen, dass die Massnahmen verstärkt werden müssen.

## Herkunft der Daten
Die kantonalen Aufstellungen entsprechen der Liste im Anhang 1 zur Trockenwiesenverordnung des Bundes, die am 1. Februar 2010 in Kraft trat und zuletzt 2021 aktualisiert wurde. Von dort stammen die Nummer des Objekts, seine Bezeichnung, die Angabe zur Standortgemeinde und zum Jahr der Ausweisung als Objekt von nationaler Bedeutung. Die Karte von Swisstopo (Bundesamt für Landestopografie) mit eingeblendeter Karte Trockenwiesen und -weiden (TWW) liefert, nach Eingabe des Objektnamens ins Suchfeld und der Wahl des Objekts den passenden Kartenausschnitt. Ein Klick auf eine der Schutzflächen öffnet das Objektblatt des betreffenden Objekts; dieses stammt vom Bundesamt für Umwelt. Von den Objektblättern übernommen sind die Angabe der Fläche und die Landeskoordinaten, die in der vorliegenden Tabelle in einem internationalen Standard wiedergegeben sind. Von der Common Database on Designated Areas (CDDA) der Europäischen Umweltagentur (EEA) stammt der CDDA-Sitecode. Dieser ist identisch mit der ID der World Database on Protected Areas (WDPA-ID). Der gesetzte Link öffnet die Seite des Objekts mit der dazugehörigen Karte auf der Plattform der WDPA.

## Kantonale Listen der Trockenwiesen und -weiden von nationaler Bedeutung
Die Listen folgen in alfabetischer Reihenfolge.
| Kanton                 | Link zur kantonalen Liste der Trockenwiesen und -weiden von nationaler Bedeutung    |
| ---------------------- | ----------------------------------------------------------------------------------- |
| Aargau                 | Trockenwiesen und -weiden von nationaler Bedeutung im Kanton Aargau                 |
| Appenzell Ausserrhoden | Trockenwiesen und -weiden von nationaler Bedeutung im Kanton Appenzell Ausserrhoden |
| Appenzell Innerrhoden  | Trockenwiesen und -weiden von nationaler Bedeutung im Kanton Appenzell Innerrhoden  |
| Basel-Landschaft       | Trockenwiesen und -weiden von nationaler Bedeutung im Kanton Basel-Landschaft       |
| Basel-Stadt            | Trockenwiesen und -weiden von nationaler Bedeutung im Kanton Basel-Stadt            |
| Bern                   | Trockenwiesen und -weiden von nationaler Bedeutung im Kanton Bern                   |
| Freiburg               | Trockenwiesen und -weiden von nationaler Bedeutung im Kanton Freiburg               |
| Genf                   | Trockenwiesen und -weiden von nationaler Bedeutung im Kanton Genf                   |
| Glarus                 | Trockenwiesen und -weiden von nationaler Bedeutung im Kanton Glarus                 |
| Graubünden             | Trockenwiesen und -weiden von nationaler Bedeutung im Kanton Graubünden             |
| Jura                   | Trockenwiesen und -weiden von nationaler Bedeutung im Kanton Jura                   |
| Luzern                 | Trockenwiesen und -weiden von nationaler Bedeutung im Kanton Luzern                 |
| Neuenburg              | Trockenwiesen und -weiden von nationaler Bedeutung im Kanton Neuenburg              |
| Nidwalden              | Trockenwiesen und -weiden von nationaler Bedeutung im Kanton Nidwalden              |
| Obwalden               | Trockenwiesen und -weiden von nationaler Bedeutung im Kanton Obwalden               |
| Schaffhausen           | Trockenwiesen und -weiden von nationaler Bedeutung im Kanton Schaffhausen           |
| Schwyz                 | Trockenwiesen und -weiden von nationaler Bedeutung im Kanton Schwyz                 |
| Solothurn              | Trockenwiesen und -weiden von nationaler Bedeutung im Kanton Solothurn              |
| St. Gallen             | Trockenwiesen und -weiden von nationaler Bedeutung im Kanton St. Gallen             |
| Tessin                 | Trockenwiesen und -weiden von nationaler Bedeutung im Kanton Tessin                 |
| Thurgau                | Trockenwiesen und -weiden von nationaler Bedeutung im Kanton Thurgau                |
| Uri                    | Trockenwiesen und -weiden von nationaler Bedeutung im Kanton Uri                    |
| Waadt                  | Trockenwiesen und -weiden von nationaler Bedeutung im Kanton Waadt                  |
| Wallis                 | Trockenwiesen und -weiden von nationaler Bedeutung im Kanton Wallis                 |
| Zug                    | Trockenwiesen und -weiden von nationaler Bedeutung im Kanton Zug                    |
| Zürich                 | Trockenwiesen und -weiden von nationaler Bedeutung im Kanton Zürich                 |

## Fussnoten
1. 1 2 3  Bundesamt für Umwelt (Hrsg.): Verordnung über den Schutz der Trockenwiesen und -weiden von nationaler Bedeutung. Anhang 1: Liste der Trockenwiesen und -weiden von nationaler Bedeutung (Fassung vom 29. Sept. 2017, bereinigte Fassung vom 21. Okt. 2020, in Kraft seit 1. Februar 2010). 1. Januar 2021 (admin.ch).
2. ↑  Designation type: Bundesinventar der Trockenwiesen und -weiden von nationaler Bedeutung. European Environment Agency, abgerufen am 16. November 2022.
3. ↑  Beate Kittl: Artenreiche Trockenwiesen und -weiden im Gebirgsraum stehen unter Druck. In: Eidgenössische Forschungsanstalt für Wald, Schnee und Landschaft WSL. Eidgenössische Forschungsanstalt für Wald, Schnee und Landschaft WSL, 17. Oktober 2019, abgerufen am 14. Februar 2023.
4. ↑  Bundesamt für Umwelt (Hrsg.): Erläuterungen zur Verordnung über den Schutz der Trockenwiesen und -weiden von nationaler Bedeutung (Trockenwiesenverordnung). 1. März 2007, S. 1/11 (parlament.ch [PDF]).
5. ↑  Wiesen: ein einzigartiges Paradies. In: Pro Natura. Pro Natura, abgerufen am 14. Februar 2023.
6. ↑  Sarah Pearson, Corina Schiess-Bühler, Christian Hedinger, Monika Martin und Gaby Volkart: Bewirtschaftung von Trockenwiesen und -weiden. In: Trockenwiesen und -weiden. Bundesamt für Umwelt, 9. Februar 2007, abgerufen am 15. Februar 2023.
7. ↑  ATS: Les prairies sèches sous haute protection. In: Le Temps. 13. Januar 2010, abgerufen am 27. Februar 2023.
8. ↑  Resultate der Wirkungskontrolle Biotopschutz – Kurzfassung Stand 2019. S. 5, abgerufen am 10. April 2023.
9. ↑  Wirkungskontrolle Biotopschutz Schweiz WBS. In: Eidgenössisches Forschungsanstalt für Wald, Schnee und Landschaft. Abgerufen am 8. April 2023 (deutsch, französisch, italienisch, englisch).
10. ↑  Discover the world’s protected areas. In: Protected Planet. Abgerufen am 26. Oktober 2022 (englisch).

- Karte mit allen Koordinaten:
- OSM |
- WikiMap